# Просяна
Просяна́ — селище в Україні, у Синельниківському  районі Дніпропетровської області. Входить до складу Маломихайлівської сільської громади. Населення становить 4 200 осіб.

## Географічне розташування
Селище міського типу Просяна знаходиться недалеко від витоків річки Чаплина, примикає до села Маломихайлівка. Через селище проходять автомобільні дороги Т 0406, Т 0427 і залізниця, станція Просяна .

## Назва
За переказом, назву станції дав інженер, який керував будівництвом. Причиною послужило те, що на ділянці, підібраній для станції, росло просо.

## Історія
Просяна виникла в 1884 році біля залізничної станції.
В 1882 році штейгер Медведєв проводив геологорозвідку, яка виявила в багатьох місцях запаси каолінової сировини.
В 1894 році тут був, побудований перший в Російській імперії завод по збагаченню каоліну, а через три роки — невеликий цегляний завод з випуску вогнетривів. Широкий розвиток, він отримав у роки Радянської влади.
В 1938 році присвоєно статус селище міського типу.
До 1965 року було центром Просянської селищної ради.

## Населення

### Мова
Розподіл населення за рідною мовою за даними перепису 2001 року:
| Мова            | Кількість | Відсоток |
| --------------- | --------- | -------- |
| українська      | 5330      | 94.87%   |
| російська       | 269       | 4.81%    |
| білоруська      | 5         | 0.09%    |
| інші/не вказали | 13        | 0.23%    |
| Усього          | 5618      | 100%     |

## Промисловість
- На території селища розміщений, колись один з найбільших в Європі переробників каолінової руди, ГЗК «Просянський каоліновий комбінат», виробничі потужності якого, як і потужності СП «Дніпро Каолін» у 2009 році перейшли до ТОВ «Проско ресурси»

## Об'єкти соціальної сфери
- Школа
- Музична школа
- Дитячий садочок
- Поліклініка
- Палац культури
- Стадіон

## Транспорт
Залізнична станція ім. Преклонського смт. Просяна на лінії Покровськ — Чаплине Донецької залізниці.

## Відомі люди
- Арцебарський Анатолій Павлович (1956) — льотчик-космонавт, льотчик-випробувач, Герой Радянського Союзу, народився в селищі Просяна.
- Хоружа Наталія Олександрівна (1972 — 2017) — молодший сержант ЗСУ, санінструктор, загинула під час російсько-української війни, рятуючи поранених. Мешкала в селищі Просяна.